# Après la guerre (film, 2017)
Pour les articles homonymes, voir Après la guerre.
Pour plus de détails, voir Fiche technique et Distribution.
Après la guerre (Dopo la guerra) est un film italo-film français réalisé par Annarita Zambrano, sorti en 2017. Le film est présenté dans la section Un certain regard au festival de Cannes 2017.

## Synopsis
À Bologne, en 2002, les manifestations contre la réforme du travail explosent dans les universités. L'assassinat de Marco Biagi, expert en droit du travail réveille de vieilles blessures politiques entre l'Italie et la France. Marco, ex-militant de extrême gauche, condamné pour homicide et réfugié en France depuis 20 ans grâce à la doctrine Mitterrand, qui permet aux ex-terroristes de trouver asile de l'autre côté des Alpes, est soupçonné d'être le commanditaire de l'attentat. Quand le gouvernement italien en demande l'extradition, Marco décide de s'échapper en Nicaragua avec Viola, sa fille adolescente. Sa vie bascule et entraîne dans l'abysse également sa famille italienne, qui se retrouve du jour au lendemain obligée de payer pour ses fautes passées.

## Fiche technique
- Titre : Après la guerre
- Titre original : Dopo la guerra
- Réalisation : Annarita Zambrano
- Scénario : Annarita Zambrano et Delphine Agut
- Photographie : Laurent Brunet
- Pays de production :  France,  Italie
- Langue originale : italien
- Genre : drame
- Société de production : Les Films du losange
- SOFICA : Cinémage
- Distribution : K-Films Amérique (Québec)
- Dates de sortie[2] :
  - France : 23 mai 2017 (Un certain regard - festival de Cannes 2017), 21 mars 2018 (sortie nationale)
  - Italie : 19 octobre 2017
  - Québec : 4 mai 2018

## Distribution
- Barbora Bobulova : Anna
- Giuseppe Battiston : Marco Lamberti
- Fabrizio Ferracane : Riccardo
- Elisabetta Piccolomini : Teresa
- Charlotte Cétaire : Viola
- Marilyne Canto : Marianne
- Jean-Marc Barr : Jérôme

## Accueil critique
En France, le site Allociné recense une moyenne des critiques presse de 3,1/5, et des critiques spectateurs à 3,5/5.